# Difra
Difra is een Duits historisch merk van motorfietsen.
De bedrijfsnaam was: Difra Fahrzeugwerke, Frankfurt/Oder.
In het begin van de jaren twintig bestond er in het naoorlogse Duitsland, dat gebukt ging onder een enorme inflatie, behoefte aan goedkope vervoermiddelen. Tegelijkertijd hadden bedrijven in de metaalindustrie, die tijdens de Eerste Wereldoorlog door de oorlogsproductie veel werk hadden gehad, grote moeite het hoofd boven water te houden. Zo begonnen veel kleine bedrijfjes goedkope fietsen en motorfietsen te produceren. In 1923 nam hun aantal plotseling enorm toe: honderden fabrikanten kwamen op de markt met lichte motorfietsen waarvoor ze inbouwmotoren bij andere merken inkochten. Eén van hen was Difra, dat 198cc-modellen met zijklepmotoren maakte. Die motoren werden ingekocht bij Bernhard Nagel in Stettin.
De concurrentie was echter enorm en men was niet in staat een dealernetwerk op te bouwen, waardoor ook Difra afhankelijk werd van klanten in de omgeving van Frankfurt. In 1925 verdwenen ruim 150 kleine Duitse motorfietsmerken van de markt, waaronder Difra.